# Godfried Danneels
Godfried Danneels, belgijski rimskokatoliški duhovnik, škof in kardinal, * 4. junij 1933, Kanegem, Belgija, † 14. marec 2019, Mechelen, Belgija.

## Življenjepis
17. avgusta 1957 je prejel duhovniško posvečenje.
4. novembra 1977 je bil imenovan za škofa Antwerpna in 18. decembra istega leta je prejel škofovsko posvečenje.
19. decembra 1979 je bil imenovan za nadškofa Mechelen-Bruslja in 15. septembra 1980 še za vojaškega škofa Belgije.
2. februarja 1983 je bil povzdignjen v kardinala in imenovan za kardinal-duhovnika S. Anastasia.
Upokojil se je kot nadškof 18. januarja 2010, kot vojaški škof pa 27. februarja 2010. Nasledil ga je Valonec (kar za to mesto ni običajno) André-Joseph (Mutien) Léonard, ki ni postal kardinal, pač pa je bil imenovan za kardinala Flamec Josef De Kesel leto zatem, ko je 2015 prevzel upravljanje te nadškofije. 